# Вулиці Пустомитів
Ву́лиці Пусто́мит — список урбанонімів (вулиць, провулків, проспектів, проїздів, скверів тощо) міста Пустомити, Львівської області. Станом на 2018 рік в Пустомитах нараховується 75 вулиць, у тому числі 3 провулки.
У списку вулиці подані за абеткою. Назви вулиць на честь людей відсортовані за прізвищем і подаються у форматі Прізвище Ім'я і/або Посада. Назви вулиць на честь державних свят, ювілейних дат відсортовані у зростаючому порядку і подаються у форматі
Число/дата і/або місяць/свято. Якщо вулиця названа за цілісним псевдонімом або прізвиськом, то сортування відбувається за першої літерою псевдоніма або імені, тобто Лесі Українки — на літеру Л, Марка Вовчка, Марка Черемшини — на М, Олени Пчілки — на О, Панаса Мирного — на П, Шолом-Алейхема — на Ш тощо.
Курсивом позначені зниклі вулиці.
Колір фону у списку залежить від типу урбаноніма.
| Назва за абеткою      | Тип      | Колишні назви | Місцевість | Рік затв. | Джерела |
| --------------------- | -------- | ------------- | ---------- | --------- | ------- |
| Антоновича Володимира | вулиця   |               |            |           | В, ВМЦ  |
| Бабія Зеновія         | вулиця   | Колгоспна     |            |           | В, ВМЦ  |
| Відродження           | вулиця   |               |            |           | В, ВМЦ  |
| Володимира Великого   | вулиця   |               |            |           | В, ВМЦ  |
| Винниченка Володимира | вулиця   | Піонерська    |            |           | В, ВМЦ  |
| Газовий               | провулок |               |            |           | В, ВМЦ  |
| Гайдамацька           | вулиця   |               |            |           | В, ВМЦ  |
| Глинська              | вулиця   | Жовтнева      |            |           | В, ВМЦ  |
| Гончара Олеся         | вулиця   | 1-го Травня   |            |           | В, ВМЦ  |
| Грінченка Бориса      | вулиця   |               |            |           | В, ВМЦ  |
| Грушевського Михайла  | вулиця   | Леніна        |            |           | В, ВМЦ  |
| Дигдаловича Андрія    | вулиця   | Пряма         |            |           | В, ВМЦ  |
| Дністрова             | вулиця   |               |            |           | В, ВМЦ  |
| Довбуша Олекси        | вулиця   |               |            |           | В, ВМЦ  |
| Дяченко Дарії         | вулиця   |               |            |           | В, ВМЦ  |
| Заводська             | вулиця   |               |            |           | В, ВМЦ  |
| Залізнична            | вулиця   |               |            |           | В, ВМЦ  |
| Замкнений             | провулок |               |            |           | В, ВМЦ  |
| Замкова               | вулиця   |               |            |           | В, ВМЦ  |
| Івасюка Володимира    | вулиця   | Дзержинського |            |           | В, ВМЦ  |
| Кандиби Івана         | вулиця   | Некрасова     |            |           | В, ВМЦ  |
| Київська              | вулиця   |               |            |           | В, ВМЦ  |
| Княгині Ольги         | вулиця   |               |            |           | В, ВМЦ  |
| Козацька              | вулиця   | Кошового      |            |           | В, ВМЦ  |
| Коновальця Євгена     | вулиця   | Галана        |            |           | В, ВМЦ  |
| Конституції           | вулиця   |               |            |           | В, ВМЦ  |
| Короленка Володимира  | вулиця   |               |            |           | В, ВМЦ  |
| Космічна              | вулиця   |               |            |           | В, ВМЦ  |
| Котляревського Івана  | вулиця   |               |            |           | В, ВМЦ  |
| Коцюбинського Михайла | вулиця   |               |            |           | В, ВМЦ  |
| Крипякевича Івана     | вулиця   |               |            |           | В, ВМЦ  |
| Куліша Пантелеймона   | вулиця   |               |            |           | В, ВМЦ  |
| Кучабського Василя    | вулиця   | Комарова      |            |           | В, ВМЦ  |
| Лесі Українки         | вулиця   |               |            |           | В, ВМЦ  |
| Лисенка Миколи        | вулиця   |               |            |           | В, ВМЦ  |
| Лісневицька           | вулиця   |               |            |           | В, ВМЦ  |
| Ліста Ференца         | вулиця   |               |            |           | В, ВМЦ  |
| Ломоносова Михайла    | вулиця   |               |            |           | В, ВМЦ  |
| Лугова                | вулиця   |               |            |           | В, ВМЦ  |
| Мазепи Івана          | вулиця   | Терешкової    |            |           | В, ВМЦ  |
| Марченка Олександра   | вулиця   |               |            |           | В, ВМЦ  |
| Миру                  | вулиця   |               |            |           | В, ВМЦ  |
| Молодіжна             | вулиця   |               |            |           | В, ВМЦ  |
| Наливайка Северина    | вулиця   |               |            |           | В, ВМЦ  |
| Нижанківського Остапа | вулиця   |               |            |           | В, ВМЦ  |
| Нова                  | вулиця   |               |            |           | В, ВМЦ  |
| Новий Світ            | вулиця   |               |            |           | В, ВМЦ  |
| Озерна                | вулиця   |               |            |           | В, ВМЦ  |
| Оксамитова            | вулиця   |               |            |           | В, ВМЦ  |
| Паркова               | вулиця   |               |            |           | В, ВМЦ  |
| Пасічна               | вулиця   |               |            |           | В, ВМЦ  |
| Піщанка               | вулиця   |               |            |           | В, ВМЦ  |
| Побутова              | вулиця   |               |            |           | В, ВМЦ  |
| Полуботка Павла       | вулиця   |               |            |           | В, ВМЦ  |
| Привокзальна          | вулиця   |               |            |           | В, ВМЦ  |
| Радоцинська           | вулиця   |               |            |           | В, ВМЦ  |
| Рильського Максима    | вулиця   |               |            |           | В, ВМЦ  |
| Садова                | вулиця   |               |            |           | В, ВМЦ  |
| Свободи               | вулиця   |               |            |           | В, ВМЦ  |
| Січових Стрільців     | вулиця   |               |            |           | В, ВМЦ  |
| Симоненка Василя      | вулиця   | Мічуріна      |            |           | В, ВМЦ  |
| Сонячна               | вулиця   |               |            |           | В, ВМЦ  |
| Спортивна             | вулиця   |               |            |           | В, ВМЦ  |
| Тихий                 | провулок |               |            |           | В, ВМЦ  |
| Фабрична              | вулиця   |               |            |           | В, ВМЦ  |
| Філатова Антоніна     | вулиця   |               |            |           | В, ВМЦ  |
| Франка Івана          | вулиця   |               |            |           | В, ВМЦ  |
| Футбольна             | вулиця   |               |            |           | В, ВМЦ  |
| Хвильового Миколи     | вулиця   |               |            |           | В, ВМЦ  |
| Хмельницького Богдана | вулиця   |               |            |           | В, ВМЦ  |
| Шевченка Тараса       | вулиця   |               |            |           | В, ВМЦ  |
| Шептицького Андрея    | вулиця   | Матросова     |            |           | В, ВМЦ  |
| Шкільна               | вулиця   |               |            |           | В, ВМЦ  |
| Шухевича Юрія         | вулиця   | Чапаєва       |            |           | В, ВМЦ  |
| Юність                | вулиця   |               |            |           | В, ВМЦ  |